# Carl Becker (Bankier)
Karl Wilhelm Ferdinand Becker (* 22. Januar 1820 in Offenbach; † 24. Juli 1897 in Frankfurt am Main) war ein deutscher Bankier und Konsul.
Da sein Vater, Karl Ferdinand Becker, nicht allen seinen Kindern ein Studium bezahlen konnte, sollte Karl, auch auf Wunsch seiner Mutter, eine Banklehre absolvieren.
1853 gründete er mit Elias Jacob Fuld in den Niederlanden eine Rothschild-Agentur unter der Firma Becker & Fuld. 1860 wurde er Vizekonsul von Hessen-Darmstadt. 1865 unterstützten sie Rothschild bei der Finanzierung des Kriegs gegen Paraguay (Tripel-Allianz-Krieg; knapp 6,4 britische Pfund zu 74,5 %).
Er heiratete Julie (1839–1917), die älteste Tochter Conrad Heinrich Schöffers. Mit seinem Schwiegervater gründete er in dessen Geburtsort Gelnhausen die Schöffer-Beckersche Stiftung. 1876 wurde in der Amsterdamer Heerengracht der Sohn Carl Heinrich Becker geboren.